# 高畠五郎
高畠 五郎（たかばたけ ごろう、文政8年5月5日（1825年6月20日） - 明治17年（1884年）9月4日）は、幕末・明治の蘭学者。西洋兵学、砲術を研究。姓は源、幼名玖二五郎。維新後、眉山。諱は道憲。高畠耕斎の弟。父は阿波国の蘭方医・徳島藩藩医の高畠深造。母は斉藤氏鷹。

## 生涯

### 出自
阿波国徳島に生まれる。

### 蘭学修行
- 1848年（嘉永元年） 大阪へ出て斎藤五郎に漢学を学ぶ。
- 1849年（嘉永2年） 江戸へ出て伊東玄朴に蘭学を学ぶ[1]。友人井出三洋が江戸に来るのに頼られる。井出も伊東玄朴の門下へ。
- 1850年（嘉永3年） 佐久間象山の門下に入り、砲術を学ぶ[2]。
- 1851年（嘉永4年） 学力が認められ阿波藩主蜂須賀斉裕の知るところとなり中小姓格となり昇進。4月4日時点での住所はお玉が池[3]。
- 1852年（嘉永5年） 老中松平忠優の命を受けて蘭国政府献上の兵書を翻訳。この頃、勝海舟と親交[4]。
- 1853年（嘉永6年） 古賀謹一郎の塾長片山仁一郎らと古賀について長崎へ。

### 幕臣として
- 1856年（安政3年） 蕃書調所で教授職手伝に赴任。他に任命された者は箕作阮甫、杉田成卿（以上、教授職）、川本幸民、松木弘安、東条英庵、手塚律蔵、原田敬策、田島順輔（以上、教授職手伝）。
- 1859年（安政6年）7月29日 外国奉行所管の外国方（翻訳局）に転じる。外交文書の翻訳に従事。常に杉田玄端、福澤諭吉、村上英俊、木村宗三と働く。[5]
- 1862年（文久2年）年末 幕府が洋式に則り兵制の改革をした際、大鳥圭介らと共に当局の諮問に応じた。
- 1863年（文久3年）8月 陸軍所出役。
- 1864年（元治元年）9月16日 開成所教授並に昇格。幕臣となる。
- 1866年（慶応2年）12月5日 騎兵指図役勤方に転勤。
- 1867年（慶応3年）6月 外国奉行支配組頭となり、再び外交事務へ。翌7月、京都へ。その後、岩鼻（上野国）代官として赴任し、官軍東下の際に捕らえられる。間もなく罪なしとして釈放。家督を息子に譲り、自分は本郷森川町に隠棲。森川眉山と号した。この前後は生計頗る困難を極める。

### 新政府に出仕
- 1870年（明治3年）11月 新政府に召し出され兵部省出仕
- 1871年（明治4年） 兵部権少丞となり、正七位に叙される。静岡藩帰籍、遠州掛川に籍を置く。陸軍省七等出仕
- 1872年（明治5年）5月 友人の赤松則良の推挙により海軍省へ。海軍省六等出仕仰付。
- 1873年（明治6年）1月 ウィーン万国博覧会へ派遣され、佐野常民らと共に五大州を遊歴（一年有余）[6]
- 1874年（明治7年）2月 海軍秘書官に任官、正六位に叙される
- 1876年（明治9年）6月 伊集院少佐・林大佐と共に賞牌並従軍牌授与方法取調御用掛に命じられる。 8月 翻訳課副長に命じられる（当時海軍少丞）。 9月 軍律改定取調掛兼務を命じられる
- 1877年（明治10年）1月 海軍少書記官に任官
- 1878年（明治11年）8月 当分軍律改訂取調掛専務を命じられる
- 1879年（明治12年）10月 海軍律改定取調掛兼務を命じられる
- 1880年（明治13年）8月 海軍権大書記官に任官、翻訳刊行物出版
- 1881年（明治14年） 勤務勉励につき慰労金を授与される
- 1882年（明治15年）12月 参事院員外議官補を兼任。勤務勉励につき慰労金を授与される。古賀父子及び市川兼恭、津田真道、赤松則良、鶴田皓らを自宅に招いて小宴、後に記念写真撮影
- 1883年（明治16年）7月 水交社学術委員に被選挙
- 1884年（明治17年）1月 第6回農産品評会委員委嘱（大日本農会）となる。2月 規定局勤務を免ぜられ、更に同局調査委員に命じられる。5月 兵学校兼務を命じられる。9月4日、脳溢血のため死去。享年60。墓所は青山霊園(1イ6-15)。

## エピソードなど
- 慶応3年（1867年）、幕府が弱体化すると言うアーネスト・サトウに対し、長野桂次郎（立石斧次郎）とともに反論した。[7]
- 『福翁自伝』には、生麦事件の公文書を福沢諭吉、杉田玄端、高畠五郎で翻訳したこと[8]、福沢が高畠に居合いを見せた話が載っている[9]。
- 『福翁百餘話』には、高畠の紹介で阿波藩主に福澤が会ったことが書かれている[10]。
- 赤松範一によると、15～6歳の頃、父則良に命じられて赤坂新町の高畠邸に行くと、当時としては珍しいキャベツその他の洋種野菜類を廷内に栽培されていた。時にこれを範一経由で則良に送っていた。
- 自筆日記[11]によると、明治後における著名な交友は栗本鋤雲、勝海舟、市川兼恭、津田真道、榎本武揚、澤太郎左衛門、赤松則良、西成度、乙骨太郎乙、宮本小一郎ら。[12]
- 古賀謹一郎の長崎交渉に随行し、中山道の難路で「人は両足、馬は四足」と言って一人馬から降りなかった[13]。
- 高畠は古賀謹一郎の最も気の合った弟子だった。二人の仲は死ぬまで親善で、1884年（明治17年）8月20日には高畠が暑中見舞いに訪れ、長茄子、南瓜、球形の白甜瓜などを持参。二週間後に脳溢血で高畠が亡くなったため、古賀は衝撃を受けたという。[14]

## 著書
- 『交戦条規約説』[15]